# Кленовий провулок (Київ, Печерський район)
Клено́вий прову́лок — провулок у Печерському районі міста Києва, місцевості Звіринець, Теличка. Пролягає від Звіринецької вулиці до кінця забудови.

## Історія
Виник у середині XX століття під назвою 246-й Новий 4-й провулок. Сучасна назва — з 1955 року.